# Waikato Football Club
Pour les articles homonymes, voir Waikato.
Maillots
Waikato Football Club est un club néo-zélandais de football basé à Hamilton et évoluant dans le Championnat de Nouvelle-Zélande de football.